# Житница (зерновой регион)
Житница страны или региона — это территория, которая благодаря богатству почвы и/или благоприятному климату производит большое количество пшеницы или другого зерна. Чаша риса — аналогичный термин, используемый для обозначения важного в продовольственном обеспечении региона в Юго-Восточной Азии; калифорнийскую долину Салинас иногда называют салатницей Америки. Такие регионы могут быть предметом ожесточённых политических споров, способных даже перерасти в полноценные военные конфликты.
Житницы стали играть важную роль в глобальной продовольственной системе: производство продуктов питания сконцентрировано в небольшом числе стран (например, в Индии) и в небольших географических регионах. Под влиянием изменения климата во всем мире вероятность одновременного выхода из строя нескольких житниц резко возрастает. Продовольственному кризису 2022 года отчасти способствовал ряд неудач в ключевых регионах-житницах, в то время как российское вторжение на Украину в 2022 году создало значительный потенциальный сбой в соответствующих регионах-житницах, важных для мирового производства пшеницы и масличных культур.
В Европе хлеб составляет около четверти обычной диеты человека, в Юго-Восточной Азии на пшеницу приходится 7 % рациона, а на рис 42 %. На потребление того и другого больше ориентированы самые бедные слои населения, которым не по карману мясо и овощи. При этом США около 40 % урожая кукурузы используют не для питания людей, а для производства этанола.

## История

### Классическая древность
Сицилия и Африка считались житницами Римской республики. Позже Египет считался житницей Римской империи. Крым был источником огромного количества зерна, поставляемого в греческие города-государства, особенно в Афины. Точно так же и в Индии, и в Китае имелись свои житницы в определенных регионах. Падение Римской империи было отчасти вызвано снижением безопасной торговли зерном из Египта.

## Африка

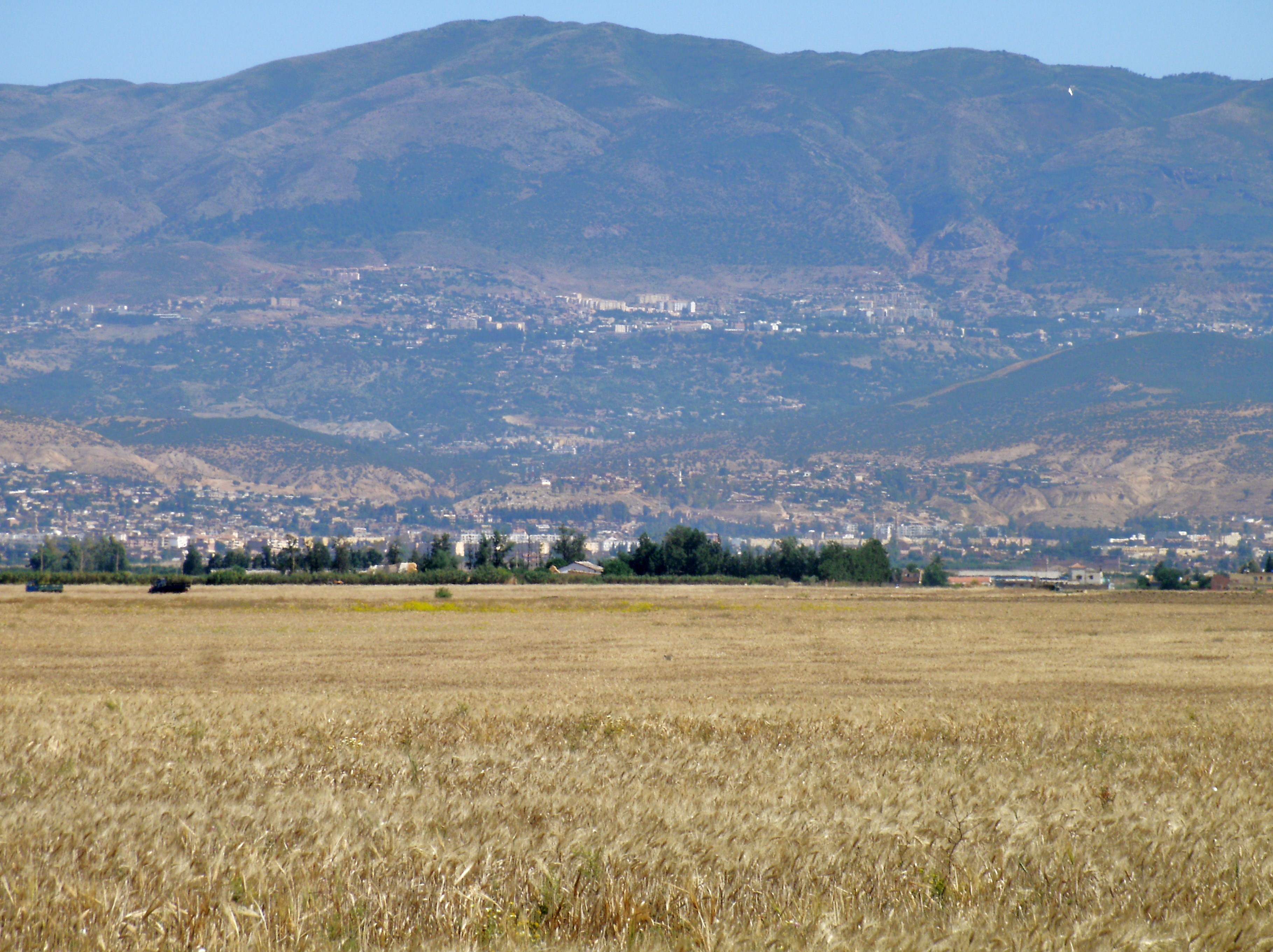
Пшеничное поле в Милиане, Алжир

В Южной Африке провинцию Фри-Стейт часто считают житницей страны из-за ее полей пшеницы, подсолнечника и кукурузы. Регион Оверберг в Западно-Капской провинции также известен как житница ЮАР из-за его больших полей пшеницы, а также выращивания фруктов.
Зимбабве, ранее известная как Родезия, была известна как житница Африки до 2000 года, экспортируя пшеницу, табак и кукурузу в другие страны мира, особенно в другие африканские страны. Однако сегодня Зимбабве является нетто-импортером продуктов питания из западного мира. Кажется, спорен вопрос, была ли Зимбабве вообще житницей Африки, поскольку за 55-летний период ее доля в производстве кукурузы на континенте никогда не превышала 10 %. С 1960-го по 1980 год она была всего на 6 % ниже, чем вклад Кении, и на одном уровне с Нигерией.

### Марокко
Поскольку натуральное сельское хозяйство было доминирующей экономической системой на протяжении большей части истории Марокко, трудно говорить о регионе-житнице. Все регионы выращивали собственную пшеницу и ячмень, чтобы прокормить себя и свой скот. С проникновением европейской торговли во второй половине XIX века Марокко начало экспортировать пшеницу в Европу, несмотря на возражения улемов (религиозных лидеров). Равнины Чауйя и Дуккала стали важнейшими экспортёрами пшеницы, что логично, учитывая их близость к побережью. Порты Касабланка и Феддала, сегодняшняя Мохаммедия, обслуживали равнину Чауйя, а порт Мазаган обслуживал Дуккалу.
После обретения Марокко независимости сельское хозяйство в Дуккале стало ориентироваться на орошение, поэтому пшенице отводилось меньше площадей, в то время как Чауйя сохранила статус крупного региона по производству пшеницы благодаря своей темной почве, называемой тирс, и относительно обильным осадкам (в среднем 400 мм/год).

## Азия
| Страна      | Житница / Производитель риса |
| ----------- | --- |
| Китай       | Сычуань исторически была известна как «провинция изобилия» из-за ее сельскохозяйственного мастерства. Районы на берегах Хуанхэ и реки Янцзы в южных провинциях Цзянсу и Чжэцзян также известны своим плодородием.                                                                              |

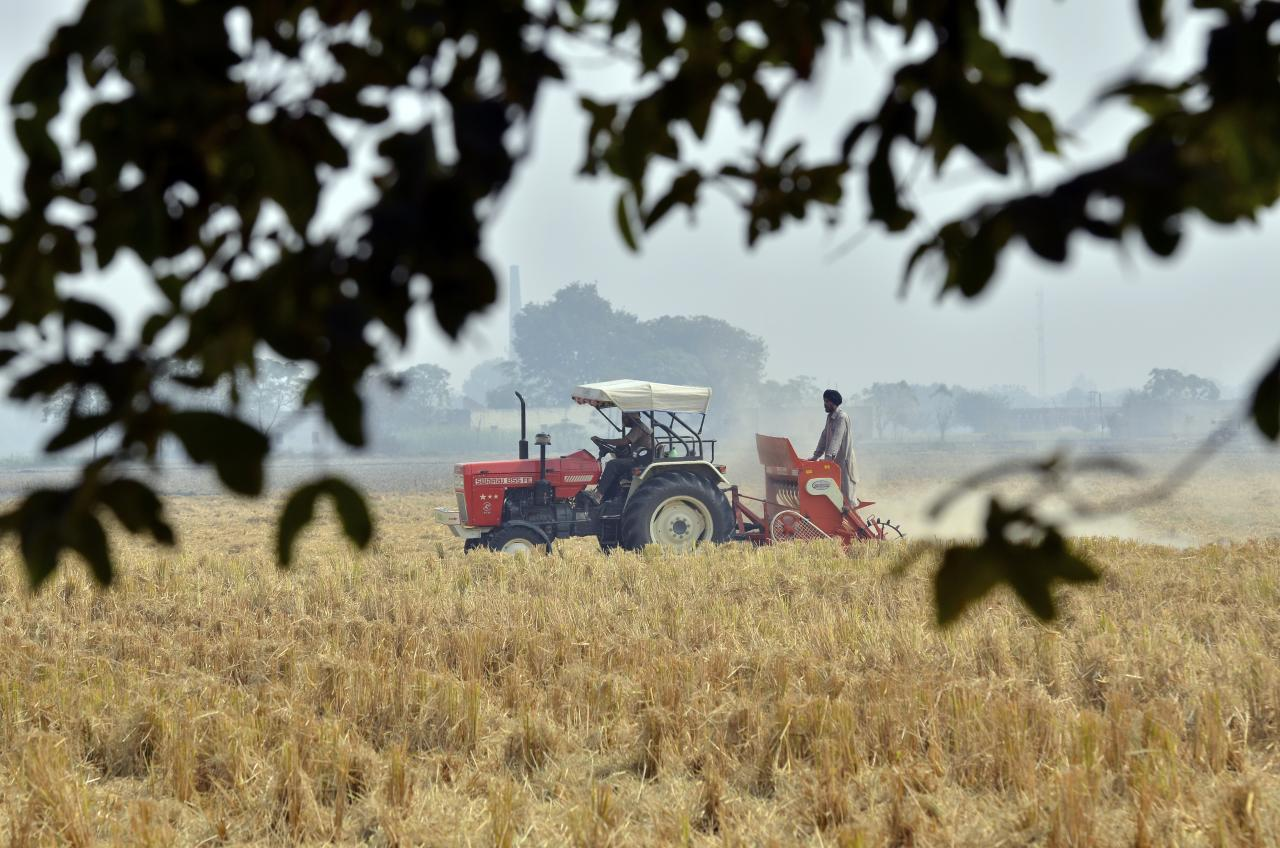
Пшеничное поле в Пенджабе, Индия.

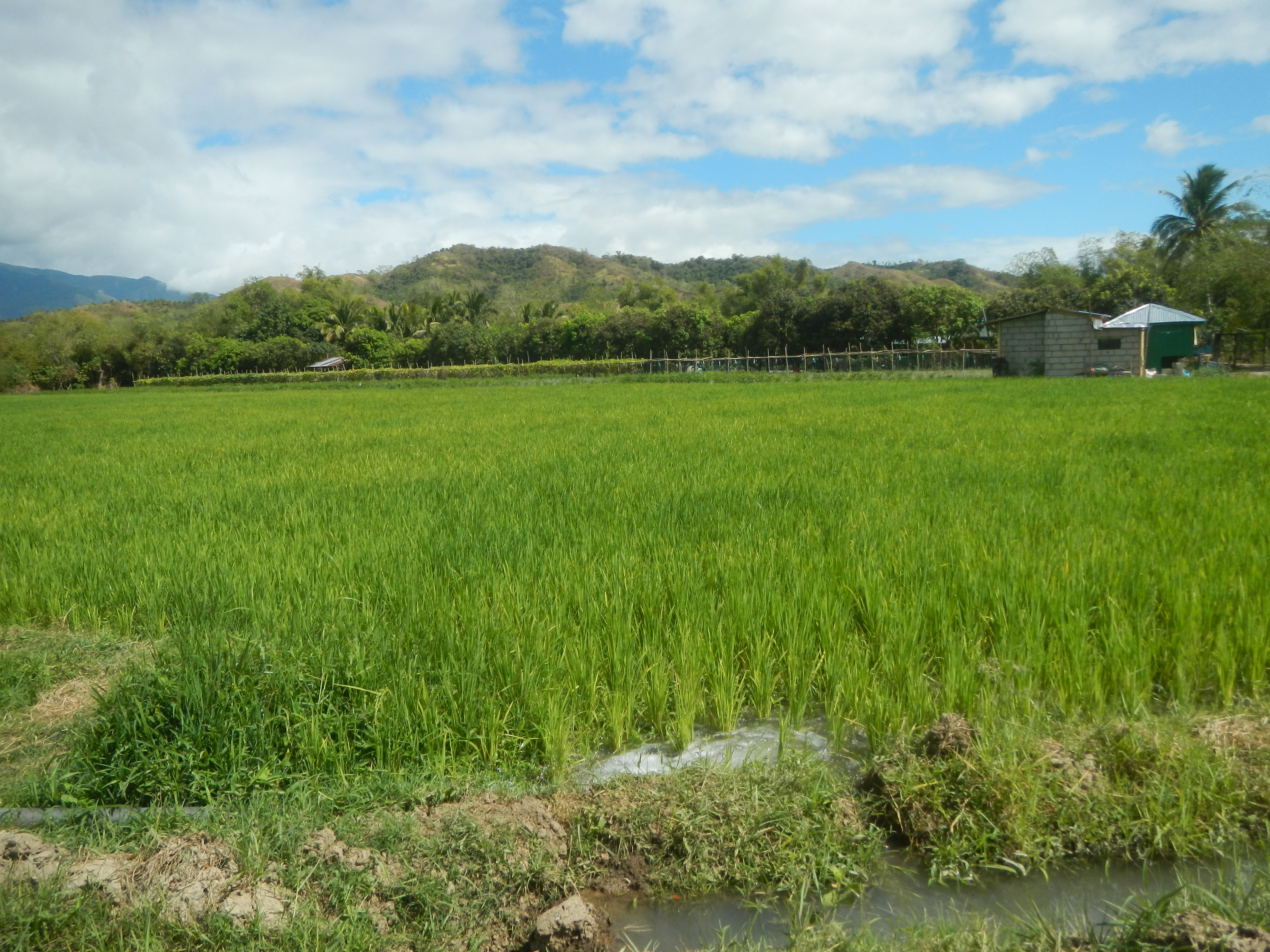
Рисовые плантации в Нуэва-Эсиха, Филиппины.

| Индия       | Области Пенджаб и Харьяна считаются житницами Индии. Андхра-Прадеш и Западная Бенгалия считаются «рисовой чашей» Индии. |
| Индонезия   | Равнины Явы считаются рисовыми чашами Индонезии. |
| Южная Корея | Регион Хонам, который известен как провинция Чолладо, считался на протяжении всей истории полуострова до разделения и считается теперь житницей страны из-за его сельскохозяйственного значения и географического плодородия. Примечательно, что в этом регионе изобретен знаменитый пибимпап. |
| КНДР        | Равнины провинции Хванхэдо считаются житницей нации из-за своего географического значения. |
| Малайзия    | Кедах считается рисовой чашей Малайзии, на которую приходится около половины всего производства риса. В 2008 году правительство Кедаха запретило преобразование рисовых полей в зоны жилой и промышленной застройки для защиты рисового производства.                                          |
| Мьянма      | Дельта Иравади в Мьянме была одним из важнейших источников риса в регионе, пока его производство не сократилось по разным причинам, в том числе из-за нестабильной политической ситуации в стране.                                                                                             |
| Пакистан    | Провинция Пенджаб считается житницей Пакистана. |
| Филиппины   | Провинция Нуэва-Эсиха, расположенная на острове Лусон, считается рисовой житницей Филиппин из-за обширных участков земли, используемых для выращивания риса. Остров Минданао известен как продовольственная корзина страны.                                                                    |
| Сирия       | Район Аль-Джазира на северо-западе Сирии и бассейн Евфрата считаются житницей страны из-за обилия пшеницы. |
| Таиланд     | Дельта Чаупхрая считается рисовой чашей страны. |
| Вьетнам     | Дельта Меконга считается рисовой чашей страны. |

## Европа
| Страна         | Житница / Производитель риса |
| -------------- | --- |
| Болгария       | Южная Добруджа, плодородная равнина на северо-востоке Болгарии между Дунаем и Чёрным морем. |
| Кипр           | Центральная равнина под названием Месаория, окружающая столицу Никосию, долгое время служила житницей острова. |
| Финляндия      | Регионы Юго-Западной Финляндии и Уусимаа имеют самые теплые климатические условия в континентальной Финляндии и плодородную почву благодаря своему южному расположению, что делает их житницами Финляндии. |
| Франция        | Равнины Бос считаются житницей Франции. |
| Германия       | Восточная Пруссия считалась житницей германского рейха. |
| Венгрия        | Венгерская равнина производит значительное количество кукурузы и зерна. В начале XX века 34 % всего производства кукурузы в Европе и 11 % производства муки в Европе приходилось на Венгрию. |

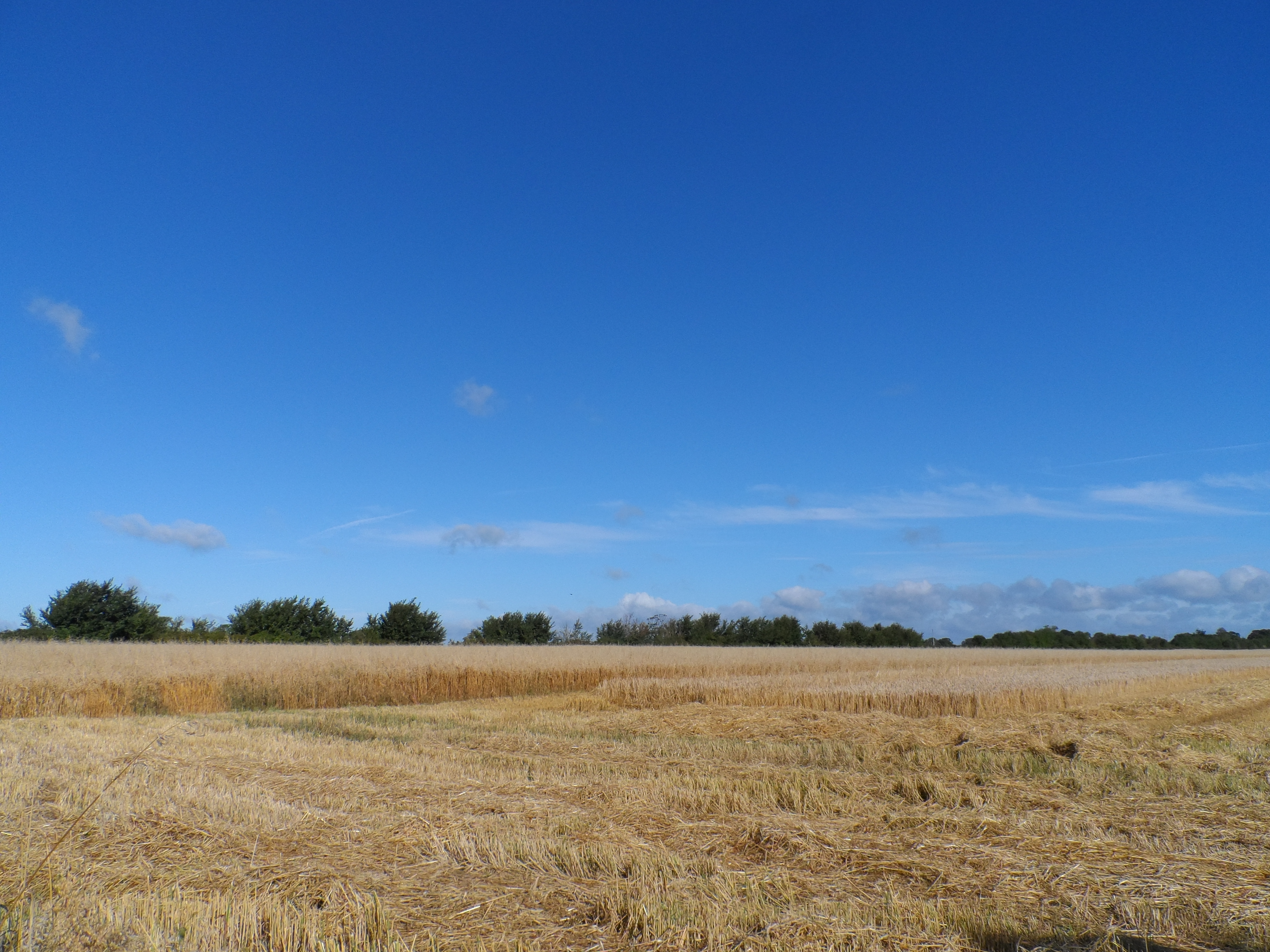
Пшеничное поле в графстве Килдэр, Ирландия.

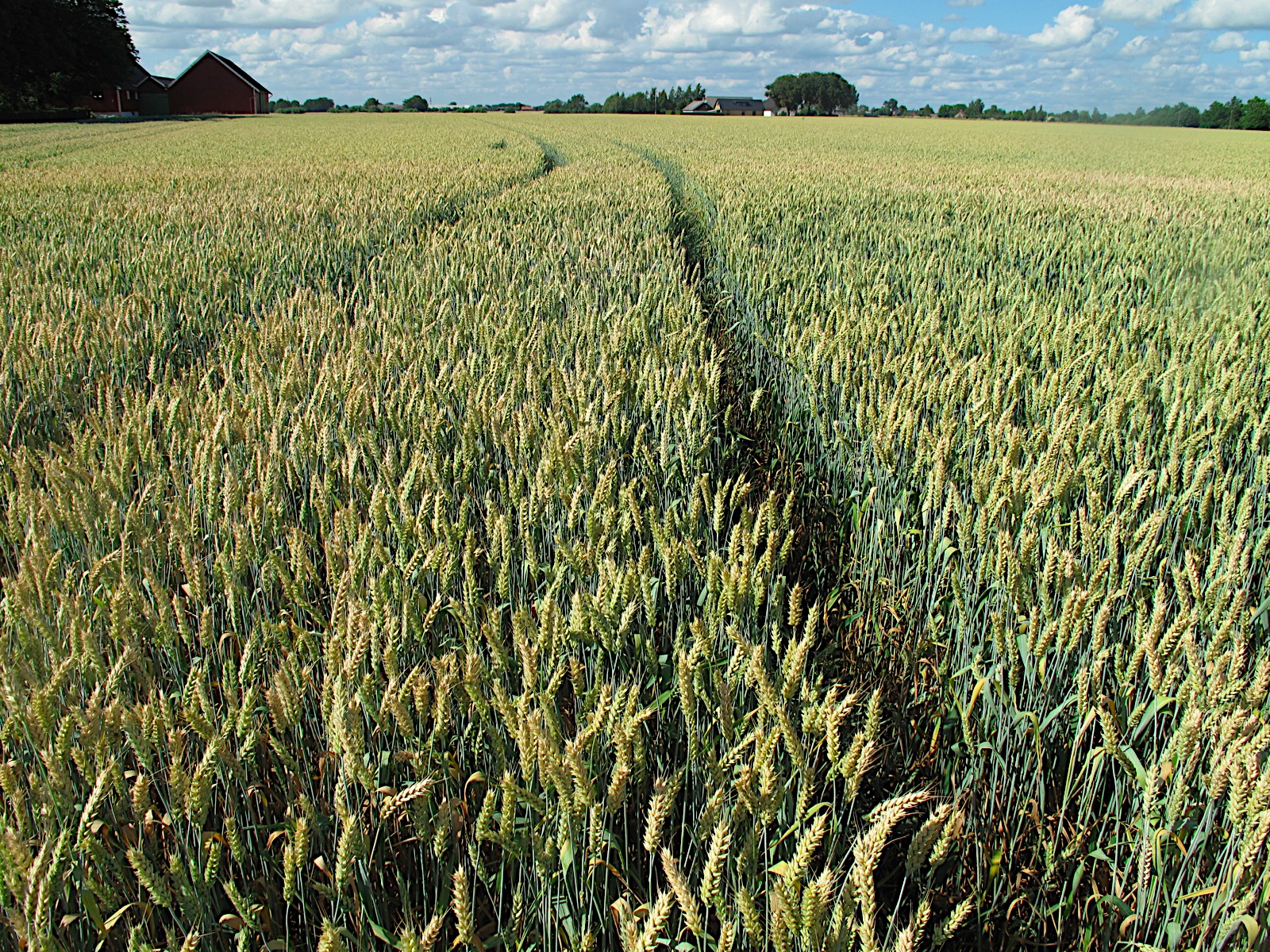
Пшеничные поля недалеко от Лунда в Сконе, Швеция.

| Ирландия       | Восточная часть Ирландии является традиционной житницей страны, а западная часть используется под пастбища. В XVIII и начале XIX веков Ирландия сама была житницей Соединенного Королевства Великобритании и Ирландии, где ирландское зерно питало промышленные города Великобритании, а ирландские крестьяне довольствовались картофелем. Это привело к Великому голоду 1840-х годов. |
| Португалия     | Алентежу считается житницей Португалии. |
| Румыния        | В XIX веке Румыния считалась частью житницы Европы. |
| Россия         | В России зерно производится практически повсеместно, но исторически житницей был Центрально-Чернозёмный район. После освоения целины большое количество зерна выращивается в Приуралье и Зауралье. В XXI веке Россия восстановила статус крупнейшего экспортёра зерна, который имела в начале XX века.                                                                                 |
| Сербия         | Воеводина считалась житницей Сербии. Около 70 % сельскохозяйственной продукции составляет кукуруза, 20 % — технические травы и 10 % — другие сельскохозяйственные культуры. |
| Испания        | Андалусия считается житницей Испании. Она выращивает зерновые, оливковые деревья, виноградники и подсолнечник в засушливых районах. Используя орошение, на берегах реки Гвадалквивир также выращивают большое количество кукурузы, клубники, цитрусовых и риса. |
| Словения       | В XVIII веке планировалось осушить Люблянское болото и превратить его в житницу Крайны. |
| Швеция         | Сконе считается житницей Швеции: урожайность с единицы площади здесь выше, чем в любом другом регионе, а почва — одна из самых плодородных в мире. 25-95 % всего производства различных видов злаков в Швеции приходится на этот регион. |
| Украина        | В царское время малороссийские губернии называли житницей Российской империи. В советское время это звание перешло к Украинской ССР. В настоящее время Украина занимает 8-е место в рейтинге производителей зерна с долей 3,3-3,5 %, однако занимает второе место среди экспортёров, обеспечивая 15 % потребностей глобального экспорта (2019/20 год).                                 |
| Великобритания | В Восточной Англии сочетание климата, ландшафта и почв хорошо подходит для выращивания пшеницы; в 2010 г. урожая было достаточно для производства 5 774 миллионов буханок хлеба. |

## Северная и Южная Америка

### Северная Америка

Кукурузный пояс США.

В Канаде основная область выращивания зерна приходится на канадские прерии. Иногда провинцию Саскачеван, также известную производством огромного количества калийной соли, дополнительно выделяют из этого региона как главную житницу Канады.
В Соединенных Штатах важным регионом является так называемый Кукурузный пояс, простирающийся от Великих озер на юг через Миссури. Дальше на запад в Соединенных Штатах и Канаде, к востоку от Скалистых гор, находится Пшеничный пояс, где климат слишком суров для выращивания кукурузы или сои.
Во время Гражданской войны долина Шенандоа была известна как житница Конфедерации.
Кроме того, долину Сан-Хоакин в Калифорнии также называют житницей мира. Долина Сан-Хоакин производит большую часть из 12,8 % сельскохозяйственной продукции Соединенных Штатов (в долларовом выражении), поступающей из Калифорнии. Виноград — столовый, изюм и, в меньшей степени, вино — пожалуй, самый популярный продукт долины, но не менее (если не более) важны хлопок, орехи (особенно миндаль и фисташки), цитрусовые и овощи. 70 % мировых поставок и 100 % миндаля в США поступают из долины. С большим успехом собирают апельсины, персики, чеснок, мандарины, помидоры, киви, заготавливают сено, люцерну и многие другие кормовые культуры. Согласно рейтингу рыночной стоимости проданной сельхозпродукции сельскохозяйственной переписи 2002 года, девять из 10 крупнейших округов страны и 12 из 20 крупнейших округов-производителей находятся в Калифорнии.

### Южная Америка

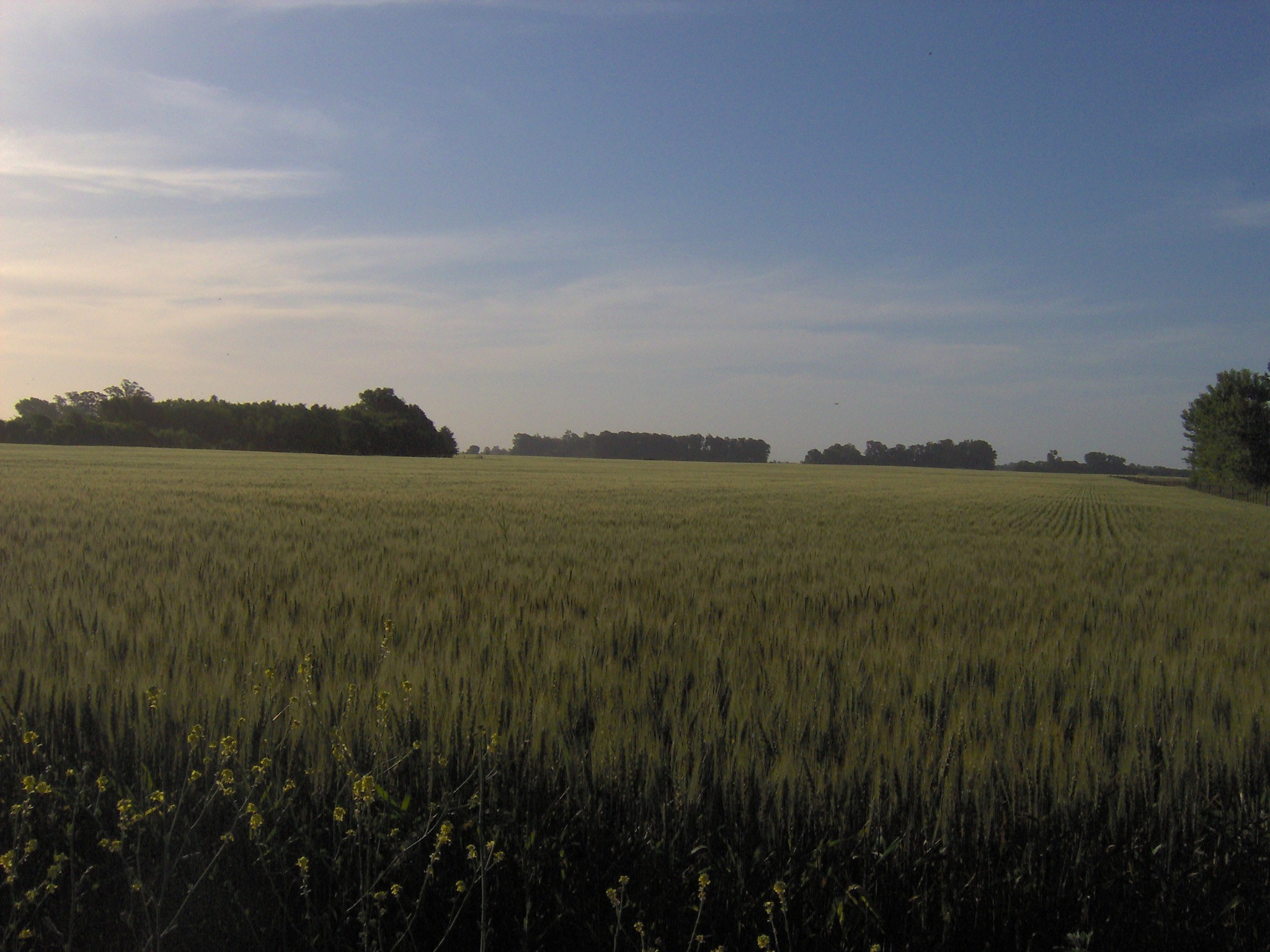
Ячменное поле в Лос-Тольдосе, Аргентина.

В XIX и XX веках Аргентина была известна как житница мира из-за важности, которую сельское хозяйство имело и до сих пор имеет в стране. Зерновые культуры в Аргентине выращивают в регионе Пампа, охватывающем провинции Буэнос-Айрес, Санта-Фе, Кордова и Ла-Пампа. В этом регионе многие города — такие, как Пергамино, Венадо-Туэрто и Росарио — являются центрами самых плодородных районов на континенте. Некоторые из плантаций включают соевые бобы, кукурузу, пшеницу, ячмень, подсолнечник и арахис, среди прочих.
В XIX веке доступ к калифорнийскому и австралийскому рынкам сделал экспорт пшеницы очень прибыльным занятием, что привело к формированию чилийскому пшеничному буму, похожему на золотую лихорадку. Чили в то время была «единственным производителем пшеницы в Тихом океане».
Бразилия также считается житницей, поскольку она является крупнейшим в мире поставщиком кофе и имеет обширные участки пахотных земель.

## Океания

### Австралия
Бассейн Мюррей-Дарлинг считается житницей Австралии, являясь источником 40 % сельскохозяйственного дохода страны, трети урожая пшеницы, 95 % урожая риса и других продуктов — таких, как фрукты, вино и хлопок.

### Новая Зеландия
Когда Новая Зеландия стала британской колонией, на её плодородных землях производилось продовольствие, отправлявшееся в Англию, в результате чего Новая Зеландия приобрела репутацию (иногда вместе с Австралией) британской житницы. Эти регулярные перевозки позволили «Данидину» стать первым кораблем, совершившим успешную перевозку охлажденного мяса. Его оборудовали холодильником, с помощью которого был доставлен груз Новой Зеландии в Великобританию.